# 오늘의 날씨 (KBS 제2라디오)
오늘의 날씨는 1995년 4월 3일부터 2003년 6월 1일까지 8년간 KBS 제2라디오에서 매일 오후 4시 5분부터 오후 4시 10분까지 방송했던 날씨 프로그램이다.

## 진행
- 서성희 리포터 (여)
- 윤지수 리포터 (여)
- 최종희 리포터 (여)

| KBS 2라디오                  |                              |                               |
| 이전                         | 오늘의 날씨                  | 다음                          |
| 신영일, 노현희의 2시가 좋아  | 오늘의 날씨                  | 이호섭, 임수민의 희망가요     |
| 오후 2시 5분 ~ 오후 3시 55분 | 오후 4시 5분 ~ 오후 4시 10분 | 오후 4시 10분 ~ 오후 5시 55분 |
|                              |                              |                               |

| KBS춘천 2라디오              |                              |                               |
| 이전                         | 오늘의 날씨                  | 다음                          |
| 신영일, 노현희의 2시가 좋아  | 오늘의 날씨                  | 이호섭, 임수민의 희망가요     |
| 오후 2시 5분 ~ 오후 3시 55분 | 오후 4시 5분 ~ 오후 4시 10분 | 오후 4시 10분 ~ 오후 5시 55분 |
|                              |                              |                               |